# Chrysopilus pullus
Chrysopilus pullus är en tvåvingeart som beskrevs av Friedrich Hermann Loew 1869. Chrysopilus pullus ingår i släktet Chrysopilus och familjen snäppflugor. Inga underarter finns listade i Catalogue of Life.